# Dolérite

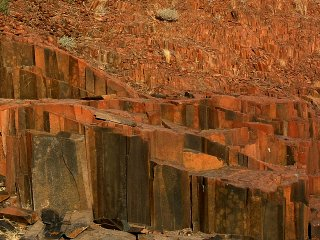
Sill de dolérite, Namibie

Une dolérite (du grec doleros, « trompeur »,,) est un microgabbro, c'est-à-dire une roche magmatique dense, dure et massive, finement grenue, correspondant à un magma basaltique qui s'est solidifié (relativement) lentement dans un filon, puis a subi un métamorphisme léger. Elle est constituée de grains visibles à la loupe. De teinte verdâtre à bleuâtre, elle est composée de baguettes rectangulaires de feldspath plagioclase entrecroisées, entre lesquelles se trouvent les minéraux sombres (pyroxènes, olivine, etc.). Cette roche compacte provient des conduits reliant la chambre magmatique à l'appareil volcanique en surface. En termes de texture, c'est une roche intermédiaire entre les gabbros (grenus, et tous les cristaux visibles à l'œil nu) et les basaltes (microlithiques, avec une partie de la roche non cristallisée).
Le terme dolérite est également utilisé, au sens large, pour désigner des microdiorites et des microgabbros.
Il tend aujourd’hui à remplacer le terme diabase qui désigne le même type de roche mais modifiée par un métamorphisme de faible degré.

## Formation géologique
La dolérite est  une roche magmatique dense, dure et massive, finement grenue (de teinte vert-noirâtre, brunâtre par altération), qui s'est formée en profondeur, dans un sill (inclusion horizontale, due à la remontée de magma dans une faille entre deux couches préexistantes) ou dans un dyke (par exemple dans la partie supérieure d'une dorsale océanique). L'érosion, qui décompose la dolérite en boules, l'a ensuite fait apparaître en surface du fait de son caractère plus résistant que l'encaissant. La dolérite est une roche formée d'albite (plagioclases altérés), d'épidote, d'augite (pyroxène partiellement transformé en amphibole fibreux), de chlorite et aussi de microcristaux de quartz, particulièrement résistante et qui semble de plus continuer à durcir après extraction.
On distingue deux types de dolérite :
- dolérite à olivine ;
- dolérite sans olivine.

## Variétés

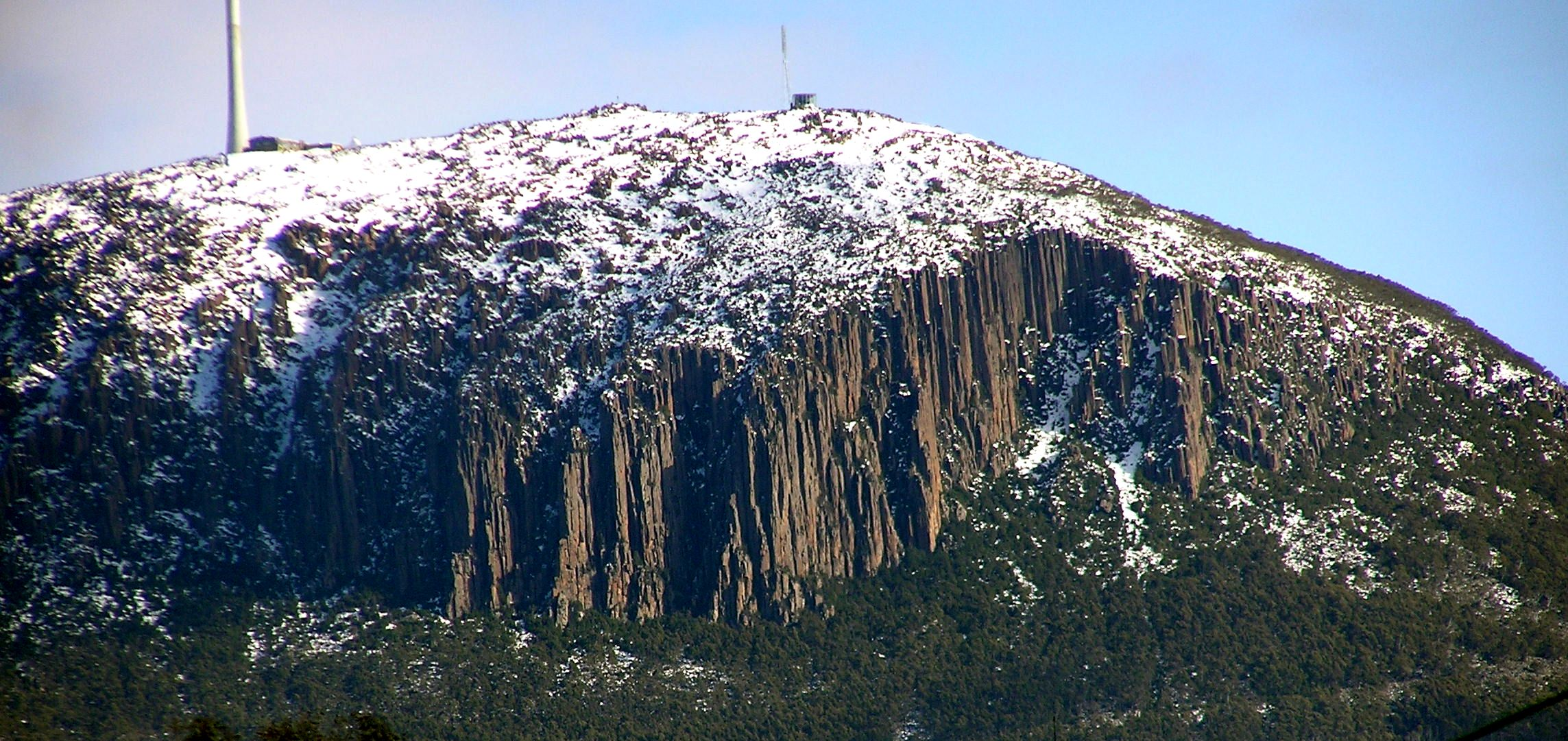
Les tuyaux d'orgue du mont Wellington en Tasmanie sont constitués de dolérite.

- L'ophite est une dolérite pyrénéenne datant du Trias supérieur.
- La diabase, ou dolérite épimétamorphique, ou métadolérite, est une dolérite altérée de teinte verte[6].

## Structure doléritique
La structure doléritique est composée de cristaux en baguettes visibles à l'œil prises dans une pâte de cristaux plus petits.

## Gisement
On trouve de la dolérite par exemple dans certains gisements affleurants dans le centre de la Bretagne et notamment près du village de Plussulien sur le site de Quelfennec qui est connu comme étant l'un des principaux sites de fabrication de haches polies de la période Néolithique qui s'exportèrent dans tout l'ouest de la France.

## Utilisation
La dolérite des collines de Preseli au pays de Galles a été utilisée pour le cercle intérieur de Stonehenge. R. Till, archéologue étudiant l'archéoacoustique de Stonehenge et autres lieux, note qu'un village de cette région porte le nom de Maenclochog, qui signifie « pierres résonnantes » (ringing stones). Localement, il est bien connu que ces pierres ont des effets acoustiques particuliers.